# ژوژورو
ژوژورو (به فرانسوی: Jujurieux) یک کمون در فرانسه است که در canton of Poncin واقع شده‌است.
 ژوژورو ۱۵٫۳۹ کیلومتر مربع مساحت دارد  ۲۶۰ متر بالاتر از سطح دریا واقع شده‌است.